# Al Ittihad al ichtiraki
Al Ittihad al ichtiraki (en arabe : الإتحاد الإشتراكي,  litt.  L'Union socialiste) est un journal quotidien marocain en langue arabe publié par l'Union socialiste des forces populaires.